# Two Door Cinema Club
Two Door Cinema Club — рок-гурт із Бангору, Північна Ірландія, Велика Британія. Музиканти у своїй творчості поєднують різні стилі і напрямки музики, серед яких основними є електропоп та інді-рок. Гурт випустив чотири студійні альбоми: Tourist History (2010), Beacon (2012), Gameshow (2016) та Keep on Smiling (2022).

## Історія
Алекс Трімбл і Сем Холідей уперше зустрілись у Бангорській граматичній школі, де отримували освіту. Із Кевіном Баірдом хлопці познайомились через спільну знайому. Гурт було створено у 2007 році. Його назва походить від назви місцевого кінотеатру Tudor Cinema в дещо зміненій формі. Творчість гурту поступово набирала популярності завдяки сторінці на сайті MySpace.com. У 2009 році, після запису міні-альбому Four Words To Stand On, що отримав схвальні відгуки критиків, було підписано контракт із французьким лейблом Kitsuné Music і випущено перший альбом Tourist History.
26 лютого 2010 року — дата релізу дебютного альбому в Ірландії, 1 березня 2010 року — у Великій Британії.

## Склад
- Алекс Трімбл — головний вокал, електрична гітара, синтезатор, ударні
- Кевін Баірд — бас-гітара, вокал
- Сем Холідей — електрична гітара, вокал

## Дискографія

### Студійні альбоми
- 2010 — Tourist History
- 2012 — Beacon
- 2016 — Gameshow[en]
- 2019 — False Alarm [en]
- 2022 — Keep on Smiling

### Міні-альбоми
- 2009 — Four Words To Stand On EP